# Федерация гимнастики Азербайджана
Федерация гимнастики Азербайджана (азерб. Azərbaycan Gimnastika Federasiyası — орган управления спортивной гимнастикой в Азербайджане.

## Общие сведения
Создана в 1994 году. В том же году Федерация вошла в состав Международной федерации гимнастики.
В 1996 году вступила в состав Европейского гимнастического союза.
7 октября 2002 года состоялось преобразование Федерации. На учредительной конференции президентом Федерации избрана Первая Леди и Первый Вице-президент Азербайджана Мехрибан Алиева.
В 2006 году Первая Леди и Первый вице-президент Азербайджана Мехрибан Алиева переизбрана президентом Федерации.
В своей деятельности Федерация придерживается принципов и целей олимпийского движения, сотрудничает с Национальным олимпийским комитетом Азербайджана, министерством молодежи и спорта Азербайджана и спортивными организациями. Федерация также сотрудничает с международными организациями.
6 апреля 2024 года утверждены новые маскоты федерации — джейран и лис.

## Структура
Высшим управляющим органом Федерации является общее собрание. Руководство деятельностью Федерации осуществляется Исполнительным комитетом. Члены Исполнительного комитета избираются общим собранием на пять лет.
В состав исполнительного комитета входят президент, председатель исполнительного комитета, вице-президент, заместитель председателя исполнительного комитета, 3 члена исполнительного комитета.
Руководство:
- Алиева Мехрибан — президент Федерации гимнастики Азербайджана, первый вице-президент Азербайджана
- Алтай Гасанов — вице-президент
- Фарид Гаибов — генеральный секретарь

Нихад Хагвердиев, менеджер по международным связям Федерации, избран членом Дисциплинарной комиссии Международной федерации гимнастики на заседании Совета МФГ, проведенном в Орландо в мае 2007 года, также на заседании Совета, состоявшемся в Лиллестреме в мае 2009 года.

## Обязанности
- развивать и пропагандировать виды гимнастики
- в рамках своих полномочий формировать сборные команды по видам гимнастики
- совершенствовать систему подготовки спортсменов
- принимать участие в создании условий социальной защиты спортсменов, тренеров, работающих в этой сфере других специалистов, проявлять заботу о ветеранах гимнастики
- в рамках своих полномочий формировать и разрабатывать нормы по видам гимнастики

## Клубы
В состав Федерации гимнастики Азербайджана входят следующие клубы:

Национальная Гимнастическая Арена

- Художественная гимнастика
- Мужская спортивная гимнастика
- Женская спортивная гимнастика
- Прыжки на батуте и тамблинг
- Акробатическая гимнастика
- Аэробная гимнастика

## Деятельность
8 апреля 2024 года ролик Федерации «Сияй как звезда» стал победителем в номинации «Промо и рекламные ролики» II национального телефестиваля спортивных фильмов и программ.

## Президенты
- Фаиг Раджабов (1970-е — 1990-е)[5]
- Мехрибан Алиева (с 2002)

## Национальная гимнастическая арена
Национальная гимнастическая арена находится в Баку вблизи станции метро «Кёроглу». Предназначена для проведения соревнований по гимнастике. Арена рассчитана почти на 6 000 мест.
В гимнастической арене тренируются сборные команды по  художественной гимнастике, спортивной гимнастике среди мужчин, прыжкам на батуте, акробатике.
Спроектирована Бродвеем Малианом. Строилась с августа 2009 по февраль 2014 года для проведения соревнований по художественной гимнастике. Открыта 16 апреля 2014 года.
Первым мероприятием, проведенным на арене стал 30-й чемпионат Европы по художественной гимнастике, прошедший в июне 2014 года.
Арена является одной из немногих специализированных площадок для гимнастики в мире и предназначена для проведения занятий по гимнастике и другим видам спорта, а также мероприятий. На ней имеются выдвижные и передвижные сидения, тренажерный зал национальной сборной Азербайджана по гимнастике.

## Награды
- Международная премия спортивных достижений «Победа» (2022)[7].